# 塞沃河
53°25′29″N 10°6′18.5″E / 53.42472°N 10.105139°E

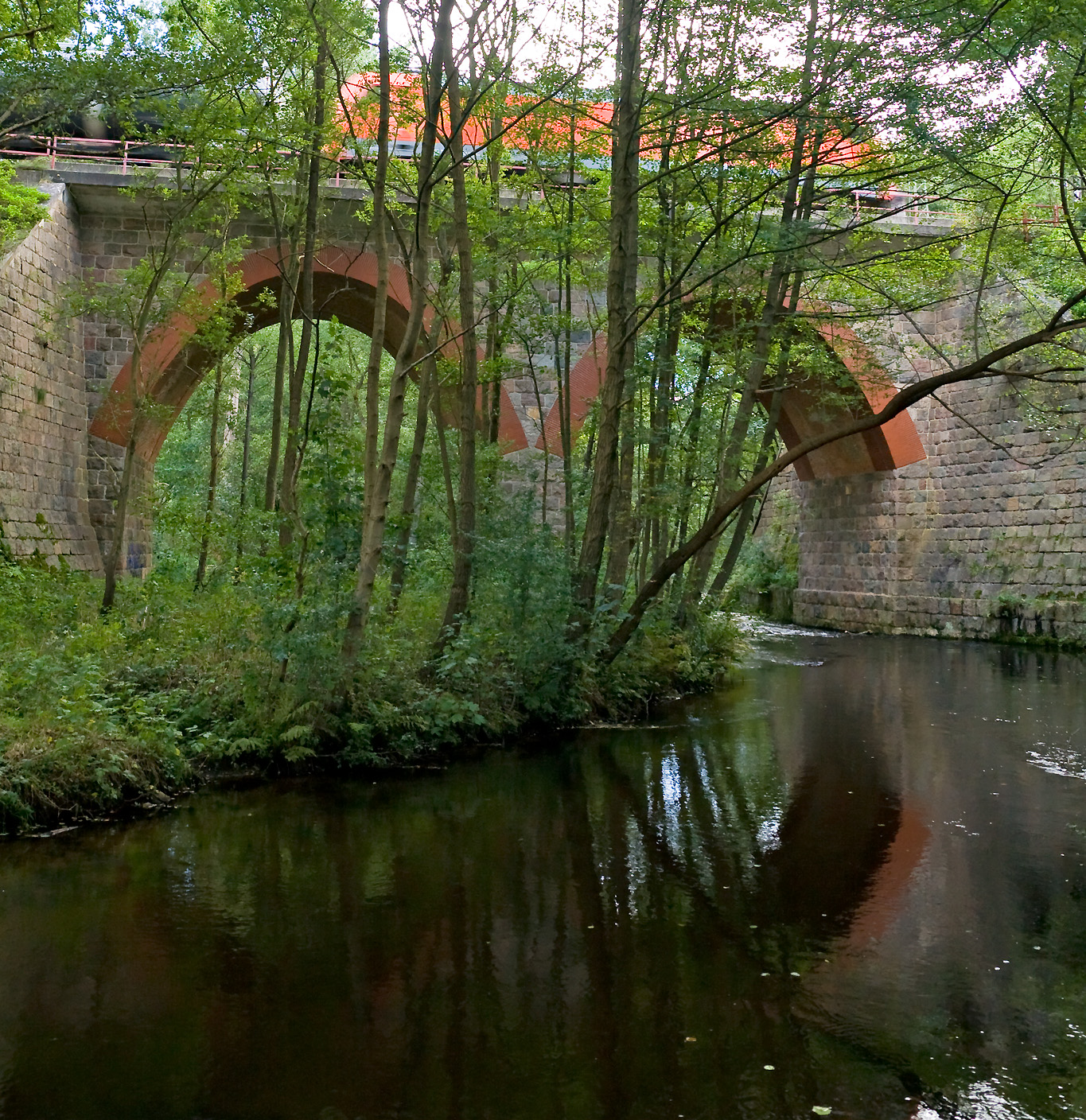
塞沃河

塞沃河（德語：Seeve），是德國的河流，位於該國西北部，由下薩克森州負責管轄，屬於易北河的左支流，河道全長42公里，發源自呂訥堡石楠草原，河口處在施泰勒附近。